# Vlaamse Cultuurprijs voor Smaakcultuur
De Vlaamse Cultuurprijs voor Smaakcultuur was een van de Vlaamse Cultuurprijzen die door de Vlaamse overheid  werd toegekend.  De prijs werd ingesteld in 2006.  De organisatie en communicatie werd verzorgd door CultuurNet Vlaanderen, een vereniging zonder winstoogmerk die door de overheid wordt gesubsidieerd.  Aan de prijs was een bedrag van 12.500 euro verbonden.
Vanaf het seizoen 2010-2011 werden de Vlaamse Cultuurprijzen hervormd en werden de verschillende sectoren meer in de kijker gezet. De Cultuurprijs voor smaakcultuur werd door de hervorming afgeschaft.

## Laureaten en genomineerden
- 2006: Ons Kookboek en Koen De Jans (andere genomineerde: Marc Declercq)
- 2007: Academie voor de Streekgebonden Gastronomie (andere genomineerden: de Hotelscholen van Vlaanderen en Brussel en Talloor vzw)
- 2008: Peter Scholliers (andere genomineerden: Slow Food Vlaanderen en 't Grom)
- 2009: Centrum Agrarische Geschiedenis (andere genomineerden: Hoge Raad voor Lambikbieren en Felix Alen - Xaverius)